# Planos Especiais de Ordenamento do Território
Em Portugal, os Planos Especiais de Ordenamento do Território (PEOT) são instrumentos regulamentares e de orientação elaborados pela administração central do Governo Português estabelecendo uma política integrada de ordenamento do território, de modo a permitir um desenvolvimento socioeconómico e ambiental sustentável, em especial em zonas de recursos hídricos.
São enquadrados pela Lei de bases gerais da política pública de solos, de ordenamento do território e de urbanismo (Lei nº 31/2014, de 30 de maio) e pelo Regime Jurídico dos Instrumentos de Gestão Territorial (DL 80/2015, de 14 de maio), e pretendem regular e orientar as políticas locais de ordenamento do território, tanto a nível de Programas Regionais de Ordenamento do Território, como em planos  intermunicipais  ou  municipais  aplicáveis  à  área  abrangida.
Tipos de Planos:
- Planos de Ordenamento de Áreas Protegidas (POAP)
- Planos de Ordenamento de Albufeiras de Águas Públicas (POAAP)
- Planos de Ordenamento da Orla Costeira (POOC)
- Planos de Ordenamento dos Estuários